# Chris F. Durman
Chris F. Durman, en brittisk astronom.
Minor Planet Center listar honom som C. F. Durman och som upptäckare av 1 asteroid.
1996 upptäckte han tillsammans med landsmannen Bev M. Ewen-Smith asteroiden 8225 Emerson.